# BMX féminin aux Jeux olympiques d'été de 2012
Navigation
Pékin 2008 Rio de Janeiro 2016
Le BMX féminin, épreuve de BMX des Jeux olympiques d'été de 2012, a lieu du 8 au 10 août 2012, sur la piste de BMX du Vélodrome de Londres.

## Programme
Tous les temps correspondent à l'UTC+1
| Date                  | Horaire | Manche                 |
| --------------------- | ------- | ---------------------- |
| Mercredi 8 août 2012  | 15 h 00 | Manche de répartition  |
| Vendredi 10 août 2012 | 15 h 00 | Demi-finales et finale |

## Résultats

### Manche de répartition
| Rang | Cycliste              | Pays               | Temps    | Notes |
| ---- | --------------------- | ------------------ | -------- | ----- |
| 1    | Caroline Buchanan     | Australie          | 38 s 434 |       |
| 2    | Sarah Walker          | Nouvelle-Zélande   | 38 s 644 |       |
| 3    | Mariana Pajón         | Colombie           | 38 s 787 |       |
| 4    | Laëtitia Le Corguillé | France             | 38 s 976 |       |
| 5    | Shanaze Reade         | Grande-Bretagne    | 39 s 368 |       |
| 6    | Laura Smulders        | Pays-Bas           | 39 s 420 |       |
| 7    | Magalie Pottier       | France             | 39 s 778 |       |
| 8    | Alise Post            | États-Unis         | 39 s 890 |       |
| 9    | Lauren Reynolds       | Australie          | 40 s 045 |       |
| 10   | Aneta Hladíková       | République tchèque | 40 s 846 |       |
| 11   | Romana Labounková     | République tchèque | 41 s 096 |       |
| 12   | Stefany Hernández     | Venezuela          | 41 s 253 |       |
| 13   | Sandra Aleksejeva     | Lettonie           | 41 s 752 |       |
| 14   | Vilma Rimšaitė        | Lituanie           | 42 s 162 |       |
| 15   | Squel Stein           | Brésil             | 42 s 995 |       |
| –    | Brooke Crain          | États-Unis         |          | DNF   |

### Demi-finales

#### Demi-finale 1
| Rang | Cycliste              | Pays            | 1re manche         | 2e manche          | 3e manche    | Total | Notes |
| ---- | --------------------- | --------------- | ------------------ | ------------------ | ------------ | ----- | ----- |
| 1    | Caroline Buchanan     | Australie       | 38 s 276 (1)       | 40 s 296 (2)       | 38 s 482 (1) | 4     | Q     |
| 2    | Shanaze Reade         | Grande-Bretagne | 39 s 029 (2)       | 38 s 858 (1)       | 38 s 634 (2) | 5     | Q     |
| 3    | Brooke Crain          | États-Unis      | 40 s 668 (5)       | 41 s 029 (4)       | 40 s 099 (5) | 14    | Q     |
| 4    | Laëtitia Le Corguillé | France          | 39 s 902 (4)       | 1 min 20 s 324 (8) | 38 s 759 (3) | 15    | Q     |
| 5    | Stefany Hernández     | Venezuela       | 1 min 12 s 935 (8) | 40 s 513 (3)       | 39 s 466 (4) | 15    |       |
| 6    | Alise Post            | États-Unis      | 39 s 495 (3)       | 51 s 752 (7)       | DNF (8)      | 18    |       |
| 7    | Sandra Aleksejeva     | Lettonie        | 42 s 030 (7)       | 43 s 159 (6)       | 42 s 855 (6) | 19    |       |
| 8    | Lauren Reynolds       | Australie       | 41 s 103 (6)       | 41 s 441 (5)       | DNF (8)      | 19    |       |

#### Demi-finale 2
| Rang | Cycliste          | Pays               | 1re manche   | 2e manche    | 3e manche    | Total | Notes |
| ---- | ----------------- | ------------------ | ------------ | ------------ | ------------ | ----- | ----- |
| 1    | Mariana Pajón     | Colombie           | 38 s 759 (1) | 38 s 749 (1) | 38 s 845 (1) | 3     | Q     |
| 2    | Magalie Pottier   | France             | 39 s 342 (2) | 38 s 828 (2) | 39 s 048 (2) | 6     | Q     |
| 3    | Laura Smulders    | Pays-Bas           | 39 s 886 (4) | 39 s 175 (3) | 39 s 660 (4) | 11    | Q     |
| 4    | Sarah Walker      | Nouvelle-Zélande   | 39 s 905 (5) | 39 s 348 (4) | 39 s 344 (3) | 12    | Q     |
| 5    | Aneta Hladíková   | République tchèque | 39 s 728 (3) | 40 s 393 (6) | 43 s 752 (7) | 16    |       |
| 6    | Romana Labounková | République tchèque | 40 s 624 (6) | 39 s 883 (5) | 40 s 777 (6) | 17    |       |
| 7    | Vilma Rimšaitė    | Lituanie           | 41 s 789 (7) | 40 s 897 (7) | 40 s 400 (5) | 19    |       |
| 8    | Squel Stein       | Brésil             | DNF (8)      | DNS (10)     | DNS (10)     | 28    |       |

### Finale
| Rang                                | Cycliste              | Pays             | Temps    |
| ----------------------------------- | --------------------- | ---------------- | -------- |
| Médaille d'or, Jeux olympiques      | Mariana Pajón         | Colombie         | 37 s 706 |
| Médaille d'argent, Jeux olympiques  | Sarah Walker          | Nouvelle-Zélande | 38 s 133 |
| Médaille de bronze, Jeux olympiques | Laura Smulders        | Pays-Bas         | 38 s 231 |
| 4                                   | Laëtitia Le Corguillé | France           | 38 s 476 |
| 5                                   | Caroline Buchanan     | Australie        | 38 s 903 |
| 6                                   | Shanaze Reade         | Grande-Bretagne  | 39 s 247 |
| 7                                   | Magalie Pottier       | France           | 39 s 395 |
| 8                                   | Brooke Crain          | États-Unis       | 40 s 286 |